# Heteroscyphus dubius
Heteroscyphus dubius là một loài rêu tản trong họ Geocalycaceae. Loài này được (Gradst.) Schiffner miêu tả khoa học lần đầu tiên năm 1910.